# セーラ (スターシップの曲)
「セーラ」（Sara）は、1986年3月15日に発表されたアメリカ合衆国のロックバンド、スターシップの楽曲。週間チャートではBillboard Hot 100で全米1位を記録し、アルバム『フープラ』に収録された。ミッキー・トーマスが歌っている。
1986年に北米で最も売れたシングルの1つであり、バンドとしては前年に発売された「シスコはロック・シティ」に次ぐ販売枚数を記録した。曲名のセーラはこの歌を歌ったトーマスの妻の名前である。

## 音楽ビデオ
音楽ビデオでは女優のレベッカ・デモーネイが曲名の由来となったトーマスの妻を演じ、二人の関係が終わっていく様子をダストボウルに襲われる農場の様子に重ね合わせて表現している。なお、トーマスは幼少期に竜巻で母を失っており、最愛の人との別れという意味もこの農場の崩壊には含まれている。映像の最後にはレベッカの車が村を離れていく様子をトーマスが見送り、さらに新たな砂嵐がやってくる様子が描かれている。

## チャート

### 週間チャート
| チャート名 (1986)                                | 最高順位 |
| ------------------------------------------------ | -------- |
| オーストラリア (Kent Music Report)               | 10位     |
| オーストリア (Ö3 Austria Top 40)                 | 15位     |
| ベルギー (Ultratop 50 Flanders)                  | 21位     |
| カナダ (RPM)                                     | 1位      |
| フィンランド (Suomen virallinen lista)           | 18       |
| アイルランド (IRMA)                              | 19位     |
| オランダ (Dutch Top 40)                          | 30位     |
| オランダ (Single Top 100)                        | 43位     |
| ニュージーランド (Recorded Music NZ)             | 16位     |
| 南アフリカ (Springbok)                           | 10位     |
| スイス (Schweizer Hitparade)                     | 9位      |
| イギリス (全英シングルチャート)                  | 66位     |
| アメリカ アダルト・コンテンポラリー (ビルボード) | 1位      |
| アメリカ Billboard Hot 100                       | 1位      |
| アメリカ メインストリーム・ロック (ビルボード)   | 12位     |
| 西ドイツ (Offical German Charts)                 | 15位     |

### 年間チャート
| チャート名 (1986)                       | 順位 |
| --------------------------------------- | ---- |
| オーストラリア (Kent Music Report)      | 67位 |
| カナダ (Canada RPM )                    | 30位 |
| アメリカ US Top Pop Singles (Billboard) | 24位 |